# آتلانتیس پی‌کیو
آتلانتیس پی‌کیو (به انگلیسی: Atlantis PQ) یک کشتی است که طول آن ۱۲۹٫۰۷ متر (۴۲۳٫۵ فوت) می‌باشد. این کشتی در سال ۲۰۰۶ ساخته شد.